# Konvent San Gabriel (Cholula)
Koordinaten: 19° 3′ 43,5″ N, 98° 18′ 15,7″ W

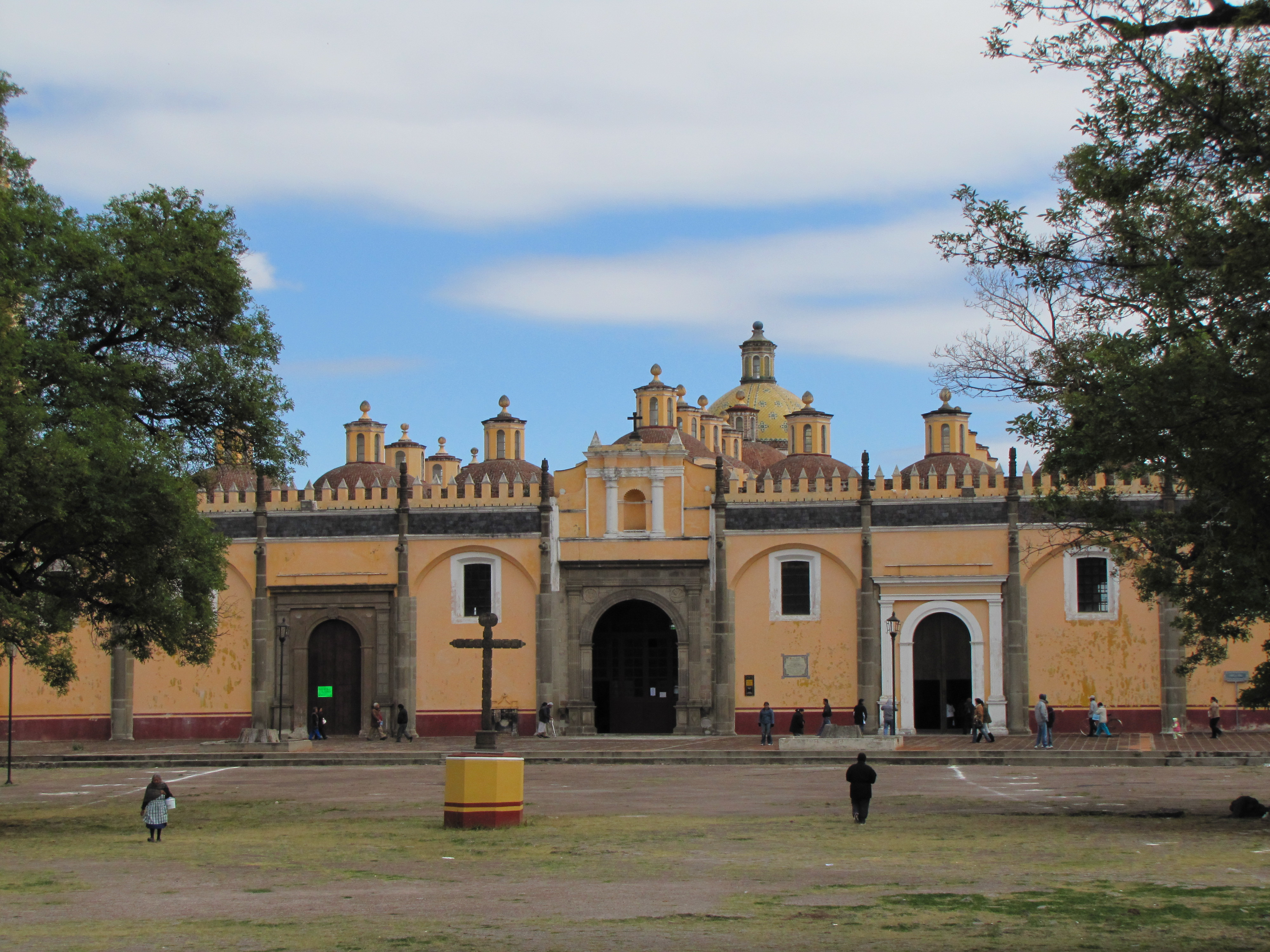
Fassade der Capilla Real

San Gabriel Arcángel („Heiliger Erzengel Gabriel“) ist der Name eines Franziskanerklosters mit dazugehöriger Kirche in Cholula bei Puebla in Mexiko. Es befindet sich an der Plaza de la Concordia im Stadtzentrum von San Pedro Cholula. Das Kloster stammt aus dem 16. Jahrhundert und spielte eine bedeutende Rolle bei der Missionierung der indigenen Bevölkerung. Es gilt als ein „emblematisches Bauwerk“ für die Geschichte Mittelamerikas. Zu dem monumentalen Gebäudekomplex gehört auch die einzigartige Capilla Real („Königliche Kapelle“).

## Geschichte
San Gabriel in Cholula war eins der ersten Klöster, die nach der Entdeckung Amerikas in Neuspanien erbaut wurden. Ursprünglich befand sich an derselben Stelle ein Heiligtum des Gottes Quetzalcóatl.
Das Kloster wurde vor 1529 von Franziskanern gegründet, die aus der Provinz San Gabriel in der Extremadura hierherkamen. Es handelte sich jedoch anfangs nur um eine kleine provisorische Unterkunft für wenige Brüder.
Den Grundstein für die aktuelle Anlage legte der dritte Bischof von Puebla, Sebastián de Hojarasco, am 7. Februar 1549. Der Bau unter der Leitung von Fray Toribio de Alcaraz wurde vollständig von indianischen Arbeitern ausgeführt und war 1552 beendet. Am 30. April desselben Jahres wurde die Kirche durch Bischof Martín de Hojacastro geweiht.

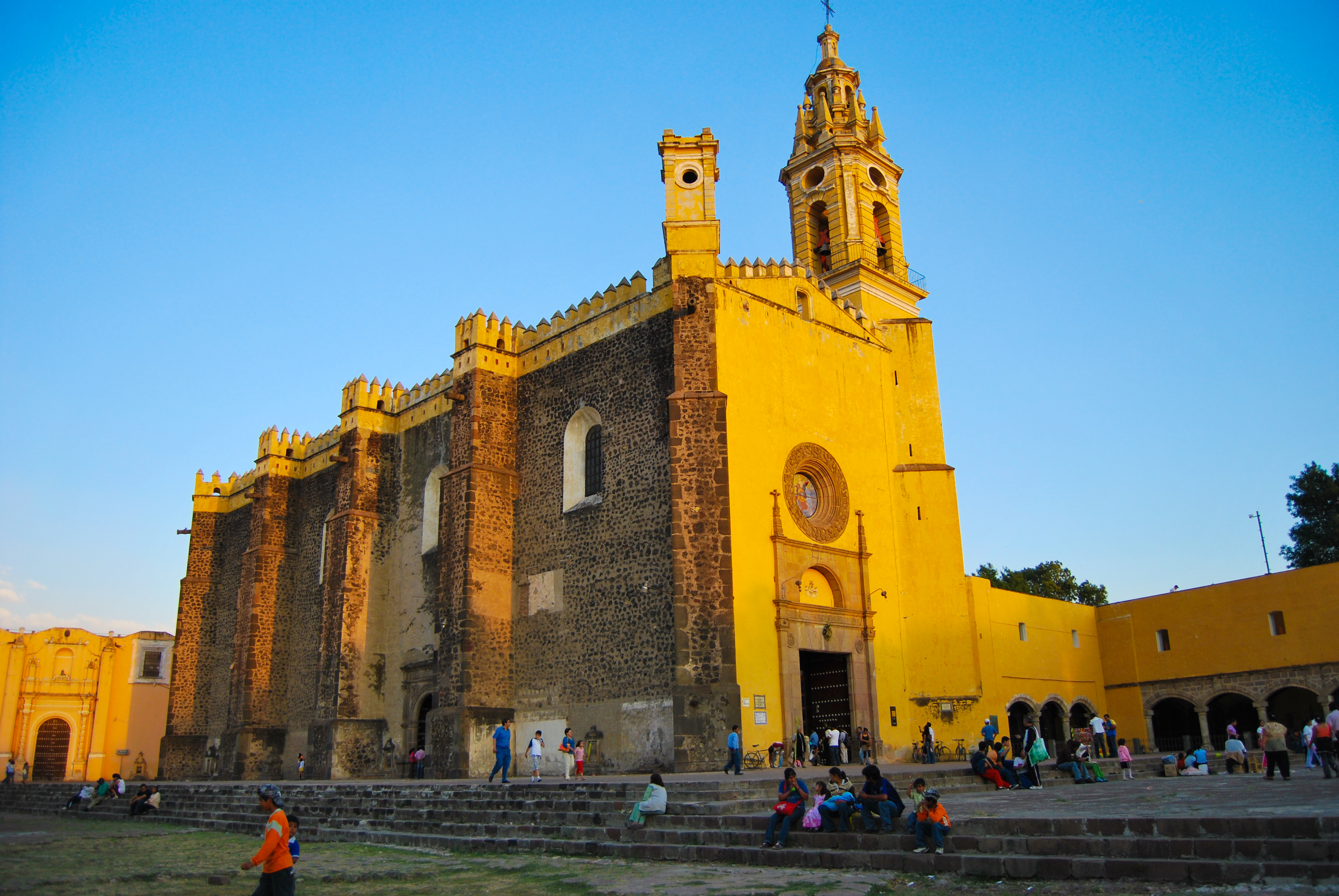
Die Klosterkirche

Große Teile des Klosters waren ursprünglich mit Wandmalereien von der Hand einheimischer mexikanischer Maler geschmückt, die unter Anleitung der Franziskaner und teilweise unter Verwendung europäischer Drucke arbeiteten. Eine Beschreibung von 1657 und ein Inventar von 1664 im Archivo de Indias von Sevilla geben eine Vorstellung von der einstigen reichen Innendekoration und den farbigen Wandmalereien, die heute fast völlig verschwunden sind.
Die Kirche von San Gabriel wurde später im klassizistischen Stil umgestaltet. Seit dem Jahr 1900 wird immer im Mai das Fest der Virgen de los Remedios zelebriert und die Kirche reich mit Blumen geschmückt.
Die Portería (Pforte) und das Portal de Peregrinos (Portal der Pilger) wurden ab 1999 restauriert, unter anderem mit Hilfe des World Monuments Fund.
In Teilen des Gebäudes befindet sich der Sitz der franziskanischen Bibliothek (Biblioteca Franciscana) mit zahlreichen wertvollen alten Texten, und daran angeschlossen das Centro de Estudios Humanísticos „Fray Bernardino de Sahagún“ der Universidad de las Américas Puebla (UDLAP).
Es leben auch heute noch einige Franziskaner im Klausurbereich des Klosters, der für die Öffentlichkeit nicht zugänglich ist.

## Beschreibung

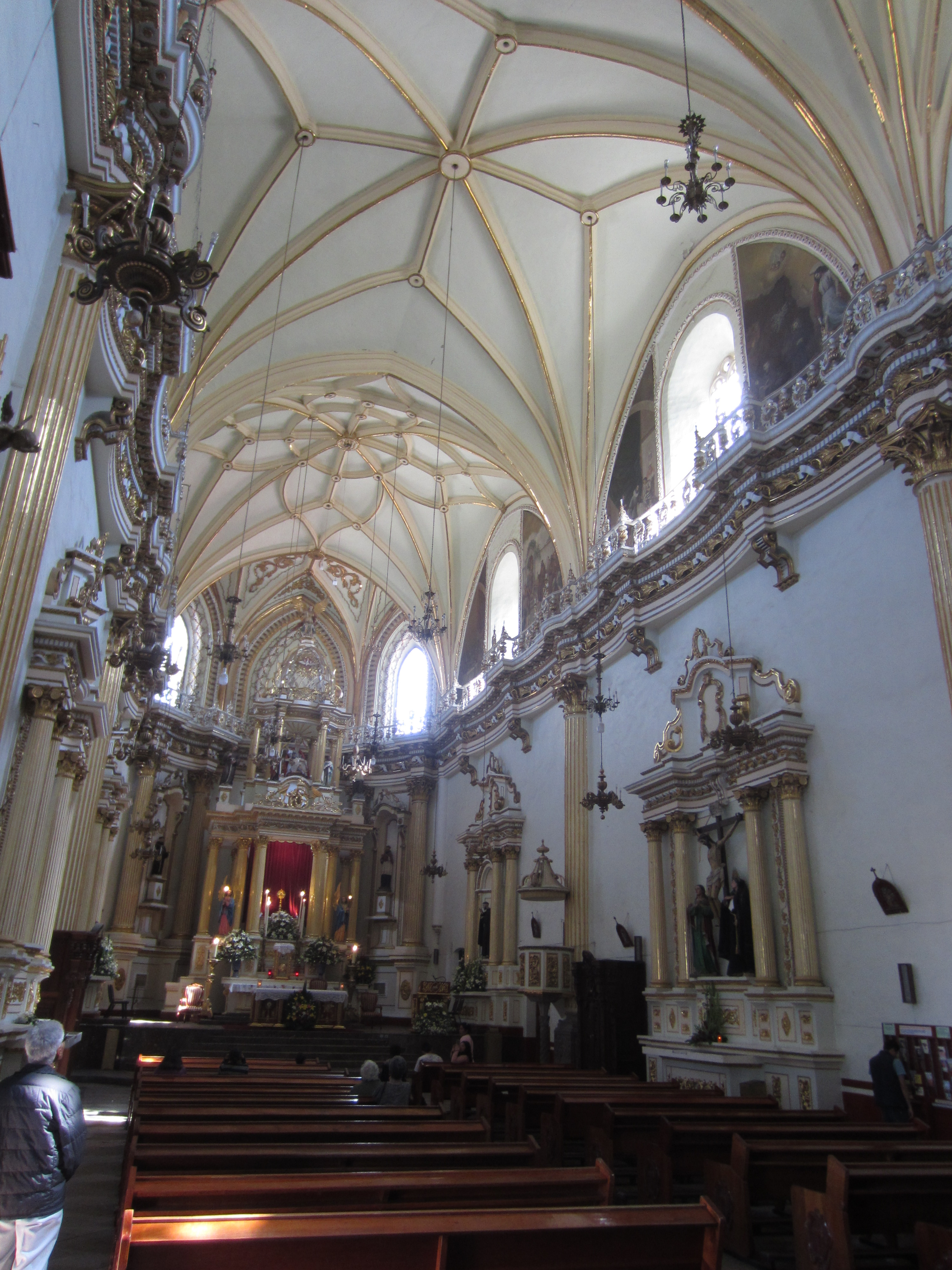
Das Innere der Kirche

Der enorme Klosterkomplex ist umgeben von einer zinnenbekrönten Mauer mit drei Portalen, die dem Ganzen einen festungsartigen Charakter verleiht. In dem als „Atrio“ bezeichneten Vorhof befinden sich an einigen Eckpunkten sogenannte Capillas posas, kleine offene Kapellen von quadratischem Grundriss mit Kuppel. Das steinerne Kreuz im Vorhof wurde 1668 aufgestellt.
Das Äußere der Kirche zeigt noch ihr ursprüngliches schlichtes und beinahe wehrhaftes Aussehen aus dem 16. Jahrhundert, mit einem Kranz von spitzen Zinnen auf dem Dach (ähnlich denjenigen auf der Einfriedung). Das Innere besteht aus einem einzigen Kirchenschiff, dessen gotischer Ursprung noch am Kreuzrippengewölbe zu erkennen ist. Ansonsten präsentiert sich der Innenraum heute in einem eleganten klassizistischen Gewand(vermtl. 19. Jahrhundert) mit kannelierten weißgoldenen Säulen von korinthischer Ordnung und teilweise vergoldeten Stuckornamenten auf weißem Grund. Der klassizistische Altar stammt von 1897.

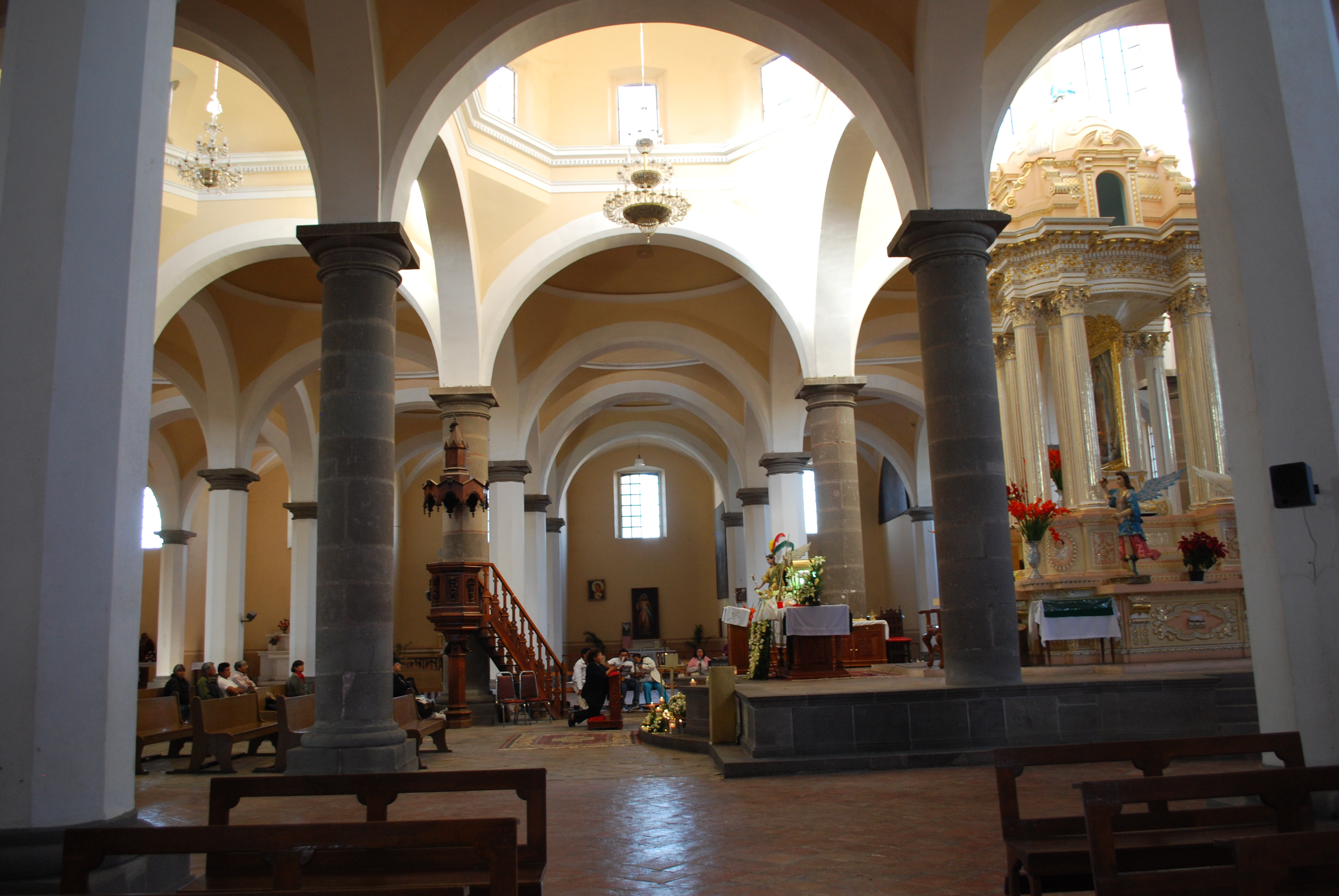
Seitliche Ansicht des Hochaltars der Capilla Real

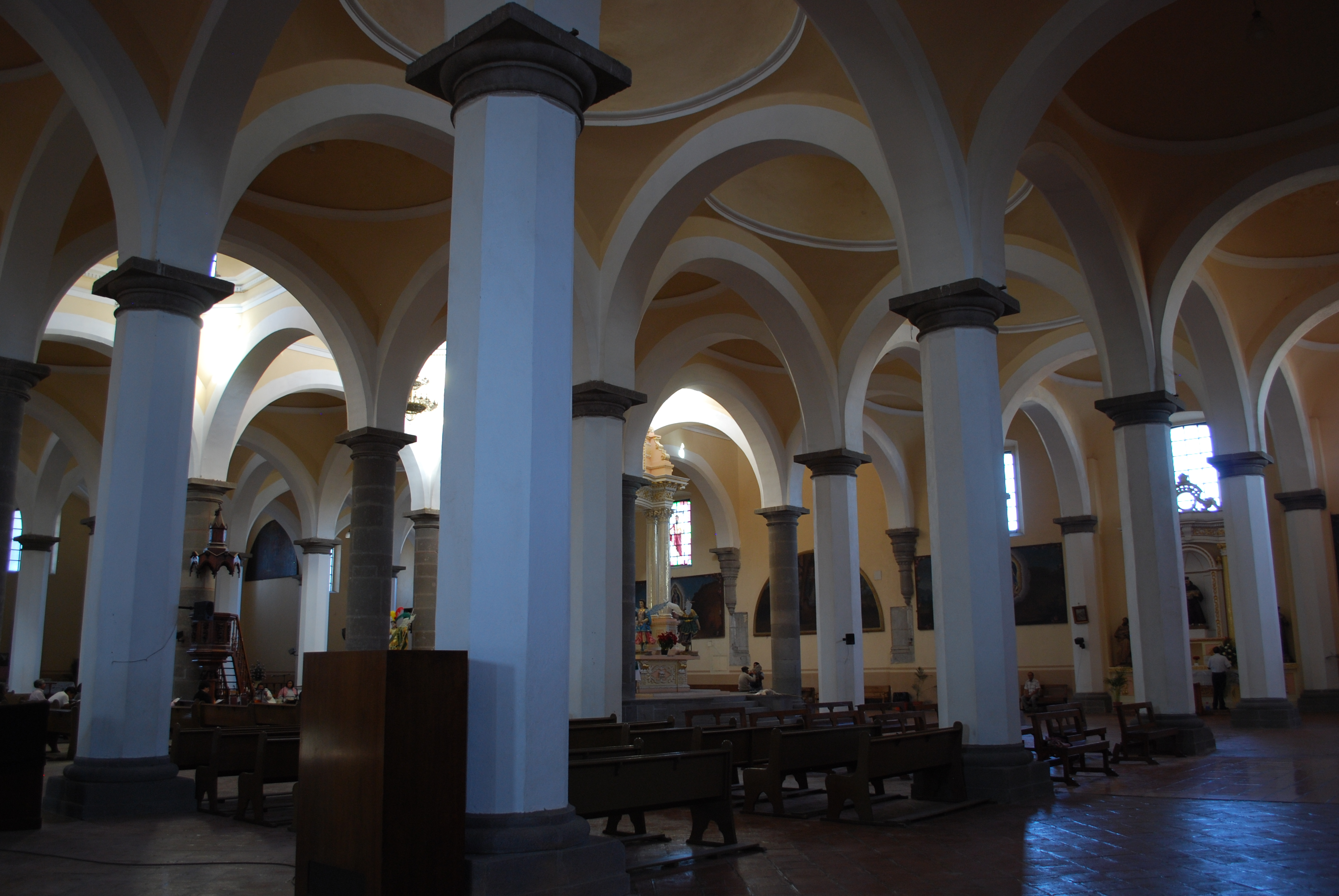
Blick quer durch die Capilla Real

Linker Hand von der Kirche befindet sich die Capilla Real (auch: „de Naturales“ oder „de Indios“), die noch vor 1540 errichtet wurde und deren Architektur vom Mudéjar-Stil beeinflusst ist. Ihre Form ist ganz einmalig und erinnert im Inneren entfernt an die Mesquita von Córdoba. Der schlichte Raum besteht aus sieben Schiffen, die von einem Meer aus Säulen oder Pfeilern und Arkaden gebildet werden. Im mittleren Hauptschiff sind die Säulen aus grauem Stein, die übrigen Pfeiler sind achteckig und weiß gekalkt. Zwischen jeweils vier Rundbögen befindet sich je ein kleines Kuppelgewölbe, also insgesamt 49 kleine Kuppeln, die auch am Außenbau zu sehen sind und dem Bauwerk seinen besonderen Charakter verleihen. Das Taufbecken aus einem einzigen Stein ist mit Akanthusranken und Symbolen der Franziskaner verziert und stammt aus der Entstehungszeit, der klassizistische Altar aus dem 19. Jahrhundert. An den Wänden befinden sich weitere Altäre, Seitenkapellen und Gemälde aus dem 16. bis 18. Jahrhundert.
Im Kreuzgang des Klosters, der zu den ältesten Gebäudeteilen gehört, sind einige monochrome Fresken erhalten, die unter anderem Darstellungen aus dem Leben Christi und des Heiligen Franziskus von Assisi zeigen. Sie werden als typisches Werk der „franziskanisch-indigenen“ Schule des 16. Jahrhunderts angesehen. Im Kloster befindet sich auch ein kleines Museum mit sakraler Kunst.
Zwischen der Kirche und der Capilla real liegt das barocke Portal der Capilla de la Tercera Orden (Kapelle der Terziaren), deren Kuppel mit Darstellungen von bedeutenden Franziskanern bemalt ist.

## Einzelanmerkungen
1. ↑  „Convento de San Gabriel Arcángel“ auf  „zonaturistica.com“, gesehen am 22. Mai 2019
2. 1 2 3 4 5 6 7 8  Vanessa Sánchez Vega: „Convento de San Gabriel en Cholula, uno de los más antiguos en México“, 8. Juli 2017, auf   „www.poblanerias.com“, gesehen am 22. Mai 2019 (Spanisch; auch auf: „wikipuebla“).
3. 1 2 3 4  Anamaría Ashwell: „Los murales de la portería del convento de San Gabriel en San Pedro Cholula: el pincel del indígena en la realización de un mural cristiano del siglo XVI“, in: Elementos No. 51, Vol. 10, September -November 2003, S. 3, online auf   „Elementos“, gesehen am 22. Mai 2019 (spanisch)
4. 1 2 3  „Convento de San Gabriel“ auf der Website der Ayuntamiento San Pedro Cholula, „cholula.gob.mx“, gesehen am 22. Mai 2019
5. ↑  Siehe Anmerkung 13 in: Anamaría Ashwell: „Los murales de la portería del convento de San Gabriel en San Pedro Cholula: ...“, in: Elementos No. 51, Vol. 10, … 2003, S. 3 ...
6. 1 2 3  Siehe Anmerkung 1 in: Anamaría Ashwell: „Los murales de la portería del convento de San Gabriel en San Pedro Cholula: el pincel del indígena en la realización de un mural cristiano del siglo XVI“, in: Elementos No. 51, Vol. 10, September-November 2003, S. 3 ...
7. ↑  Der genaue Zeitpunkt ist aus den vorliegenden Quellen leider nicht zu entnehmen, aber vermutlich im 19. Jahrhundert (Anm. d. Verf. Marie Adelaide)
8. ↑  „Virgen de los Remedios cumple 116 anos de festejos en es convento de Cholula“, auf   „Municipios“, 23. Mai 2016 (gesehen am 22. Mai 2019)
9. ↑  Redacción Poblanerías: „Convento de San Gabriel, edificación dedicada a un arcángel“, 14. Januar 2010, auf   „Wikipuebla“, gesehen am 22. Mai 2019
10. ↑  „San Gabriel Convent in Cholula“, auf der Website des „World Monument Funds“, gesehen am 23. Mai 2019
11. ↑  „Churches And The Zócalo - Templo De San Gabriel“, auf „letsgo.com“, im  „web.archive.org“, gesehen am 22. Mai 2019
12. ↑  „Convento Franciscano“ (= San Gabriel) auf „vivecholula.gob.mex“ im:  „web.archive.org“, gesehen am 23. Mai 2018 (spanisch)
13. ↑  Abschnitt „Capilla de Naturales“ (= Capilla Real) auf „vivecholula.gob.mex“ im:  „web.archive.org“, gesehen am 23. Mai 2018 (spanisch)
14. 1 2 3  „Ex-Convento de San Gabriel Arcangel“ auf   „“, gesehen am 22. Mai 2019
15. ↑  Eine Plakette an der Außenwand gibt das Datum 1540 an.
16. ↑  Abschnitt „Capilla de Naturales“ (= Capilla Real) auf „vivecholula.gob.mex“ im:  „web.archive.org“, gesehen am 23. Mai 2018 (spanisch)
17. ↑  „Convento San Gabriel Arcángel“ auf „mexicodestinos.com“, gesehen am 22. Mai 2019
18. ↑  Abschnitt „Capilla de la Tercera Orden“ (= Capilla Real) auf „vivecholula.gob.mex“ im:  „web.archive.org“, gesehen am 23. Mai 2018 (spanisch)